# Melanagromyza floridensis
Melanagromyza floridensis är en tvåvingeart som beskrevs av Spencer 1963. Melanagromyza floridensis ingår i släktet Melanagromyza och familjen minerarflugor. Inga underarter finns listade i Catalogue of Life.